# Ромер, Эугениуш

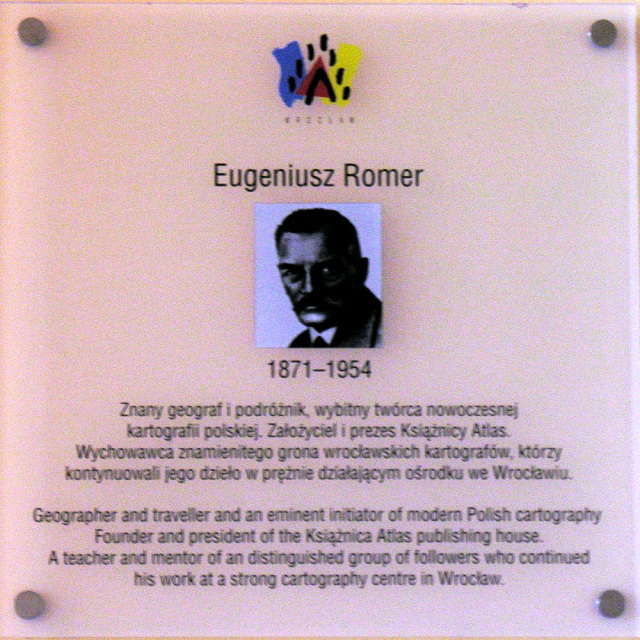
Мемориальная доска в честь Е. Ромера, установленная на главном корпусе Вроцлавского университета

Ромер, Эугениуш Миколай (пол. Eugeniusz Mikołaj Romer; 3 февраля 1871, Львов — 28 января 1954, Краков) — польский географ, картограф и геополитик, основатель современной польской картографии, доцент (с 1899 р.) и профессор (1911—1931) Львовского университета.

## Биография
Детство провел в Кросно. В 1889 году окончил классическую гимназию в г. Новы-Сонч. Продолжил учебу в Ягеллонском университете в Кракове, в котором изучал историю, геологию, географию, метеорологию, затем учился в Галле и Львове. В 1894 году получил докторскую степень по философии во Львовском университете. Ромер дополнительно обучался гляциологии и геологии в Вене, а Берлине— метеорологии, где он 6 месяцев стажировался в Национальном институте метеорологии. В 1899 году, будучи профессором в университете, решил снова стать студентом и пройти курс обучения в области тектоники и морфологии у швейцарского профессора Мориса Люжона в Лозанне.
В 1921 году Е. Ромер основал во Львове книжную фабрику Атлас, которая в 1924 году вошла в издательство Библиотека-Атлас (пол. Książnica-Atlas), ставшее крупнейшим в предвоенной Польше. Также, по его инициативе созданы научные журналы: «Prace Geograficzne» (1918—1938) и «Polski Przegląd Kartograficzny» (с 1923) г.
Умер в 1954 году и похоронен в Кракове на Сальваторском кладбище.
Один из его сыновей, Витольд, стал известным инженером-химиком и фотографом, а второй, Эдмунд — инженером-метрологом.

## Научная деятельность
Е. Ромер был профессором университета им. Яна Казимира во Львове (с 1911 года) и Ягеллонского университета (с 1946 года), почётным профессором Львовского университета (с 1931 года). Почётный доктор университета в Познани (с 1934) и Ягеллонского университета (с 1947), член Польской академии наук (с 1952 года) и многих других научных обществ в Польше и мире.
Автор синтетической работы о размещении, морфологии и климате Польши, включая в неё западные и центральные земли Украины, которые до 1772 года входили в состав Речи Посполитой. Это относится и к его труду Geograficzno-statystyczny atlas Polski (1916), который был использован в установлении границ Польши в 1919—1921 годах.
Е. Ромер в качестве польского эксперта принимал участие в мирных конференциях в Париже и Риге.

## Память
В честь Евгения Ромера названы улицы в польских городах Варшава, Лодзь, Люблин , Краков, Новы-Сонч, Руда-Слёнска, Ченстохова, Вроцлав, Щецин, Гданьск и др.